# Ferdinand Schebek

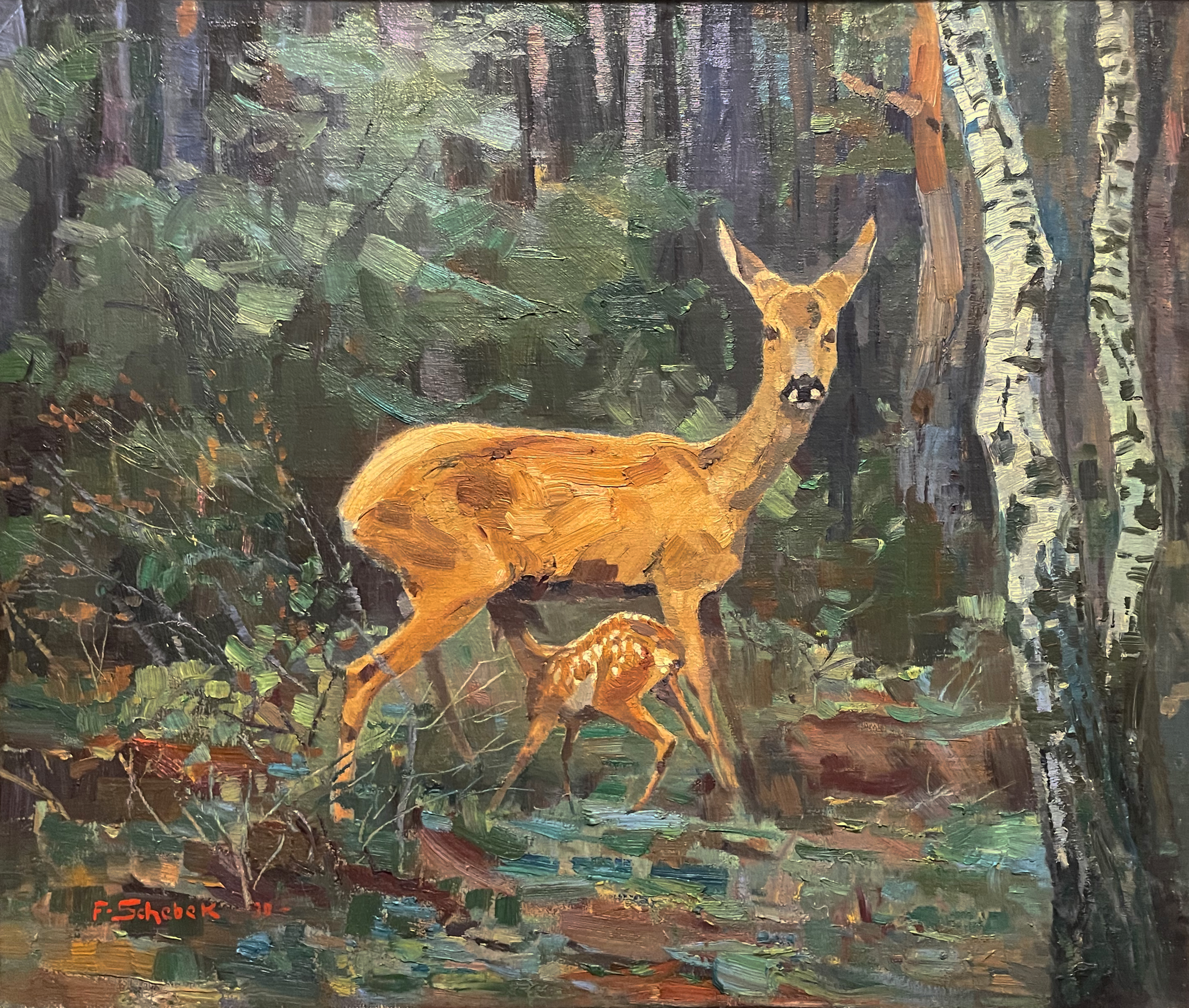
Ferdinand Schebek, Geiß mit Rehkitz auf einer Lichtung, Öl auf Leinwand, 1930

Ferdinand Schebek (* 23. Februar 1875 in Wien; † 29. Oktober 1949 ebenda) war ein österreichischer Maler des 20. Jahrhunderts.

## Leben und Werk
Ferdinand Schebek wurde 1875 in Wien geboren und studierte an der Akademie der bildenden Künste Wien. Er lebte und wirkte hauptsächlich in Berlin. Er malte vor allem Tiere, Landschaften, Genreszenen und Stillleben in realistischem Stil in Öl und Aquarell. Seine Werke wurden mehrmals auf öffentlichen Auktionen angeboten, unter anderem bei Dorotheum und Lempertz. Er starb 1949 in Wien.